# Castillo de Buanga
El castillo de Buanga es una fortaleza española situado en la Sierra de Buanga, en el concejo de Santo Adriano (Asturias), dominando el valle del río Trubia cerca de su confluencia con el río Nalón y los accesos a Oviedo. Se situaba en la Peña Castiello, a la que se llega desde Perlavia. Aún conserva un pasadizo subterráneo. Fue uno de los más importantes de la Asturias medieval, al controlar el acceso a la Meseta castellana a través del puerto de Ventana. 

## Historia
Aunque se le atribuye un origen visigodo, vinculado al rey Wamba, y el lugar figura en documentación del siglo IX, la primera referencia a un castillo en Buanga se vincula al notable conde rebelde Gonzalo Peláez, que se hizo con el gobierno de buena parte de Asturias en el reinado de Urraca I de León, incluyendo la tenencia de los castillos de Alba de Quirós, y Proaza. Conoció los avatares de la guerra durante el enfrentamiento del conde con el rey Alfonso VII de León, entre 1132 y 1138. El rey llegó a sitiar al conde en el castillo, exigiendo su rendición, pero en vez de ello realizó una salida que desbandó a las tropas reales, matando el caballo del propio monarca.
El castillo fue donado por Alfonso IX de León, junto con otras muchas fortalezas, a su esposa Berenguela de Castilla, y por el Tratado de Cabreros (1206) pasó a su hijo Fernando III de Castilla. En el siglo XIV se integró en los dominios de los Bernaldo de Quirós.